# Charley Brock
Charles Jacob „Charley“ Brock (* 15. März 1916 in Columbus, Nebraska; † 25. Mai 1987 in Green Bay, Wisconsin) war ein US-amerikanischer American-Football-Spieler und -Trainer in der National Football League (NFL).

## Spielerlaufbahn

### Collegekarriere
Brock besuchte in seiner Geburtsstadt von 1932 bis 1935 die High School. Dort spielte er neben American Football auch Basketball und betrieb Leichtathletik. Im Diskuswurf wurde Brock Staatsmeister, 1933 wurde er in die Basketballauswahlmannschaft von Nebraska berufen. Von 1936 bis 1939 studierte Brock an der University of Nebraska, wo er auch American Football spielte. 1937 wurde Charley Brock zum All-American gewählt und repräsentierte sein College zwei Jahre später im College-All-Star-Spiel und im East-West Shrine Game. 

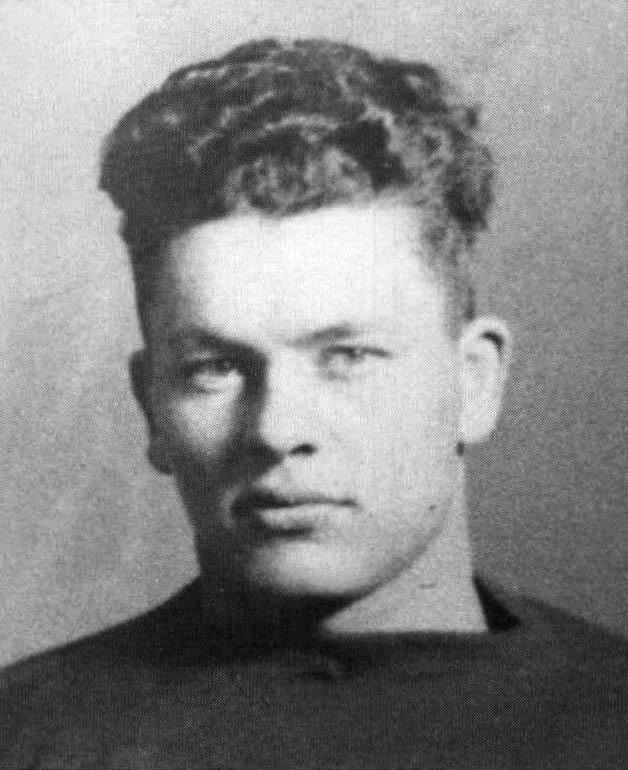
Curly Lambeau

### Profikarriere
Charley Brock wurde 1939 von den Green Bay Packers in der zweiten Runde an 24. Stelle gedraftet. Die Packers wurden von Curly Lambeau trainiert und hatten zahlreiche All-Pro Spieler wie Arnie Herber, Don Hutson oder Cecil Isbell in ihren Reihen. Bereits im ersten Jahr gewann Brock mit seiner Mannschaft die NFL Meisterschaft. Im Endspiel konnten die New York Giants mit 27:0 geschlagen werden. 1941 scheiterten die Packers im Endspiel an den Chicago Bears mit 33:14. Im Jahr 1944 konnte Brock mit seinen Packers die zweite Meisterschaft gewinnen. Brook beendete 1947 seine Laufbahn als Spieler.

## Trainerlaufbahn
Brock wurde 1948 Assistenztrainer an seinem alten College und kehrte nach einem Jahr als Assistent von Lambeau zu den Packers zurück. Nach seiner Trainerlaufbahn war er weiterhin bei den Packers beschäftigt, zuletzt als Verantwortlicher für die Jugendarbeit des Vereins. Brock starb in Green Bay und ist dort auf dem Fort Howard Memorial Park beerdigt.

## Ehrungen
Charley Brock wurde fünfmal zum All-Pro gewählt. Er spielte in drei Pro Bowls, dem Abschlussspiel der besten Spieler einer Saison. Brock ist Mitglied im NFL 1940s All-Decade Team, in der Green Bay Packers Hall of Fame, in der Nebraska Football Hall of Fame und in der Nebraska High School Hall of Fame.